# UFC on FOX 5
UFC on FOX 5: Henderson vs. Diaz（ユーエフシー・オン・フォックス・ファイブ：ヘンダーソン・バーサス・ディアス）は、アメリカ合衆国の総合格闘技団体「UFC」の大会の一つ。2012年12月8日、ワシントン州シアトルのキーアリーナで開催された。

## 大会概要
本大会ではベン・ヘンダーソンとネイト・ディアスによるUFC世界ライト級タイトルマッチが組まれた。

### カード変更
負傷などによるカードの変更は以下の通り。
- エディ・ヤギン → ナム・ファン（第2試合）

- ティム・ミーンズ → アベル・トゥルジーロ（第3試合）

- ブライアン・キャラウェイ → ハファエル・アスンソン（第6試合）

- ジョン・チョリッシュ → ジェレミー・スティーブンス（第7試合）

- マイケル・キエーザ vs. ハファエロ・オリヴェイラ → オリヴェイラの負傷により中止

- マイケル・キエーザ vs. マーカス・レヴェッサー → キエーザの負傷により中止

- マイク・イーストン vs. TJ・ディラショー → ディラショーの負傷により中止

- ブレンダン・シャウブ vs. ラバー・ジョンソン → ジョンソンの負傷により中止

## 試合結果

### アーリープレリム
第1試合 バンタム級ワンマッチ 5分3R
○  スコット・ヨルゲンセン vs.  ジョン・アルバート ×
1R 4:59 リアネイキドチョーク

### プレリミナリーカード
第2試合 フェザー級ワンマッチ 5分3R
○  デニス・シヴァー vs.  ナム・ファン ×
3R終了 判定3-0（30-26、30-25、30-24）
第3試合 ライト級ワンマッチ 5分3R
○  アベル・トゥルジーロ vs.  マーカス・レヴェッサー ×
2R 3:56 TKO（ボディへの膝蹴り）
第4試合 ライト級ワンマッチ 5分3R
○  ダロン・クルックシャンク vs.  ヘンリー・マルチネス ×
2R 2:57 KO（右ハイキック）
第5試合 ライト級ワンマッチ 5分3R
○  ラムジー・ニジェム vs.  ジョー・プロクター ×
3R終了 判定3-0（29-28、30-27、30-27）
第6試合 バンタム級ワンマッチ 5分3R
○  ハファエル・アスンソン vs.  マイク・イーストン ×
3R終了 判定3-0（29-28、30-27、30-27）
第7試合 ライト級ワンマッチ 5分3R
○  イーブス・エドワーズ vs.  ジェレミー・スティーブンス ×
1R 1:55 KO（グラウンドの肘打ち）

### メインカード
第8試合 ウェルター級ワンマッチ 5分3R
○  マット・ブラウン vs.  マイク・スウィック ×
2R 2:31 KO（右ストレート→パウンド）
第9試合 ウェルター級ワンマッチ 5分3R
○  ローリー・マクドナルド vs.  BJ・ペン ×
3R終了 判定3-0（30-26、30-26、30-27）
第10試合 ライトヘビー級ワンマッチ 5分3R
○  アレクサンダー・グスタフソン vs.  マウリシオ・ショーグン ×
3R終了 判定3-0（30-27、30-27、30-26）
第11試合 UFC世界ライト級タイトルマッチ 5分5R
○  ベン・ヘンダーソン vs.  ネイト・ディアス ×
5R終了 判定3-0（50-45、50-43、50-45）
※ヘンダーソンが2度目の防衛に成功。

### 各賞
ファイト・オブ・ザ・ナイト： スコット・ヨルゲンセン vs. ジョン・アルバート
ノックアウト・オブ・ザ・ナイト： イーブス・エドワーズ
サブミッション・オブ・ザ・ナイト： スコット・ヨルゲンセン
各選手にはボーナスとして6万5,000ドルが支給された。